# Хопф, Теодор
Теодо́р Хопф (род. 1959) – американский учёный и ведущий конструктивист в теории международных отношений. Он был профессором кафедры политических наук факультета гуманитарных и общественных наук Национального университета Сингапура (NUS). Ученый также был назначен руководителем исследовательского кластера по вопросам идентичности в Азиатском научно-исследовательском институте (ARI) при Национальном университете Сингапура (NUS).

## Образование и карьера
Теодор Хопф получил степень бакалавра в Школе общественных и международных отношений имени Вудро Вильсона при Принстонском университете в 1983 году и степень доктора политических наук в Колумбийском университете. Его основными интересами являются: теория международных отношений, методы качественных исследований и идентичность, с уклоном на изучение Советского Союза и постсоветского пространства.
Хопф был профессором политологии в NUS и ранее работал на факультетах Университета штата Огайо и Мичиганского университета. В качестве  стипендиата программы Фулбрайт преподавал в ЕУСПб в 2001 году. Также являлся бывшим вице-председателем Национального совета по евразийским и восточноевропейским исследованиям. Его исследовательские проекты были поддержаны Центром Мершона, Фондом Форда, Американским советом научных обществ и Центром Дэвиса в Гарвардском университете.
С 1 июля 2017 года по 1 декабря 2020 года Хопф занимал должность кластерного лидера кластера идентичностей в Азиатском научно-исследовательском институте (ARI) и кафедре политических наук Национального университета Сингапура (NUS).
Теодор Хопф был уволен из Национального университета Сингапура 1 декабря 2020 года по обвинению в сексуальных домогательствах. Во время встречи профессора Хопфа со студенткой в кампусе в августе этого года он якобы предложил и выпил вместе с ней алкоголь, а также сделал оскорбительное замечание по поводу некоторых частей тела студентки. Позже он признался, что сделал это замечание. Профессор Хопф дважды силой притянул студентку к себе, во время чего та оказала сопротивление, отступила и велела ему остановиться. Профессор Хопф признался, что клал руки на плечи студентки, стоя лицом к ней, но отрицал, что притягивал к себе.
Хопф признался, что сделал оскорбительные замечания студентке о её теле и отправил сексуально откровенный текст. Хопф утверждал, что сообщение было случайным, но не дал никаких объяснений и извинений ученице. Хотя Хопф не признал каких-либо утверждений о физическом домогательстве, университетский обзор показал, что утверждения о нежелательных физических контактах являются достоверными, и было установлено, что Хопф не следовал нормам корпоративной этики.

## Научный вклад
Его вклад в конструктивизм — обоснование теории того, как государства приобретают свою идентичность. Хопф выступал за принятие как можно большего количества базовых методов исследования в области социальных наук, пока следование им не нарушает интерпретативные корни конструктивизма. Он изучал, как привычки способствуют конструктивному пониманию социального порядка в мировой политике.
Он является автором и редактором пяти книг. Его книга «Социальная Конструкция Международной Политики: Идентичность и Внешняя Политика», опубликованная издательством Корнельского университета, получила премию Маршалла Д. Шульмана. Она была вручена Американской Ассоциацией Развития Славянских Исследований за лучшую книгу 2003 года по международной политике бывшего Советского Союза и Центральной Европы. В апреле 2012 года книга "Реконструкция холодной войны: ранние годы, 1945—1958" была опубликована издательством Оксфордского университета.
Полный список научных публикаций Хопфа хранится на его сайте.

## Избранные монографии
- «The Promise of Constructivism in International Relations Theory», International Security 23 (1) (Summer 1998) pp. 171–200
- Social Construction of International Politics: Identities and Foreign Policies, Moscow, 1955 and 1999 (Ithaca: Cornell University Press, 2002)
- «The Logic of Habit in IR Theory», European Journal of International Relations, December 2010 Reconstructing the Cold War: The Early Years, 1945—1958 (Oxford: Oxford University Press, 2013